# Сармашево
Сарма́шево (рос. Сармашево, башк. Сармаш) — присілок у складі Бураєвського району Башкортостану, Росія. Входить до складу Вострецовської сільської ради.
Населення — 11 осіб (2010; 43 у 2002).
Національний склад:
- башкири — 84 %